# Città di Cerveteri
L'Associazione Sportiva Dilettantistica Città di Cerveteri, fondata nel 1929, è una società calcistica di Cerveteri in provincia di Roma.
Attualmente militante nella Promozione laziale, ha militato in Serie C2 nelle stagioni 1991-92, 1992-93 e 1993-94 (quando fu esclusa per problemi finanziari e radiata dalla FIGC).
Gioca le partite interne allo stadio Enrico Galli di Cerveteri, con capienza attuale di 1.320 posti, divisi in due tribune: una più piccola e con la parte centrale coperta, una più grande e completamente scoperta.
Il manto è in erba sintetica di ultima generazione. Lo stadio inoltre presenta una pista di atletica a 4 corsie.

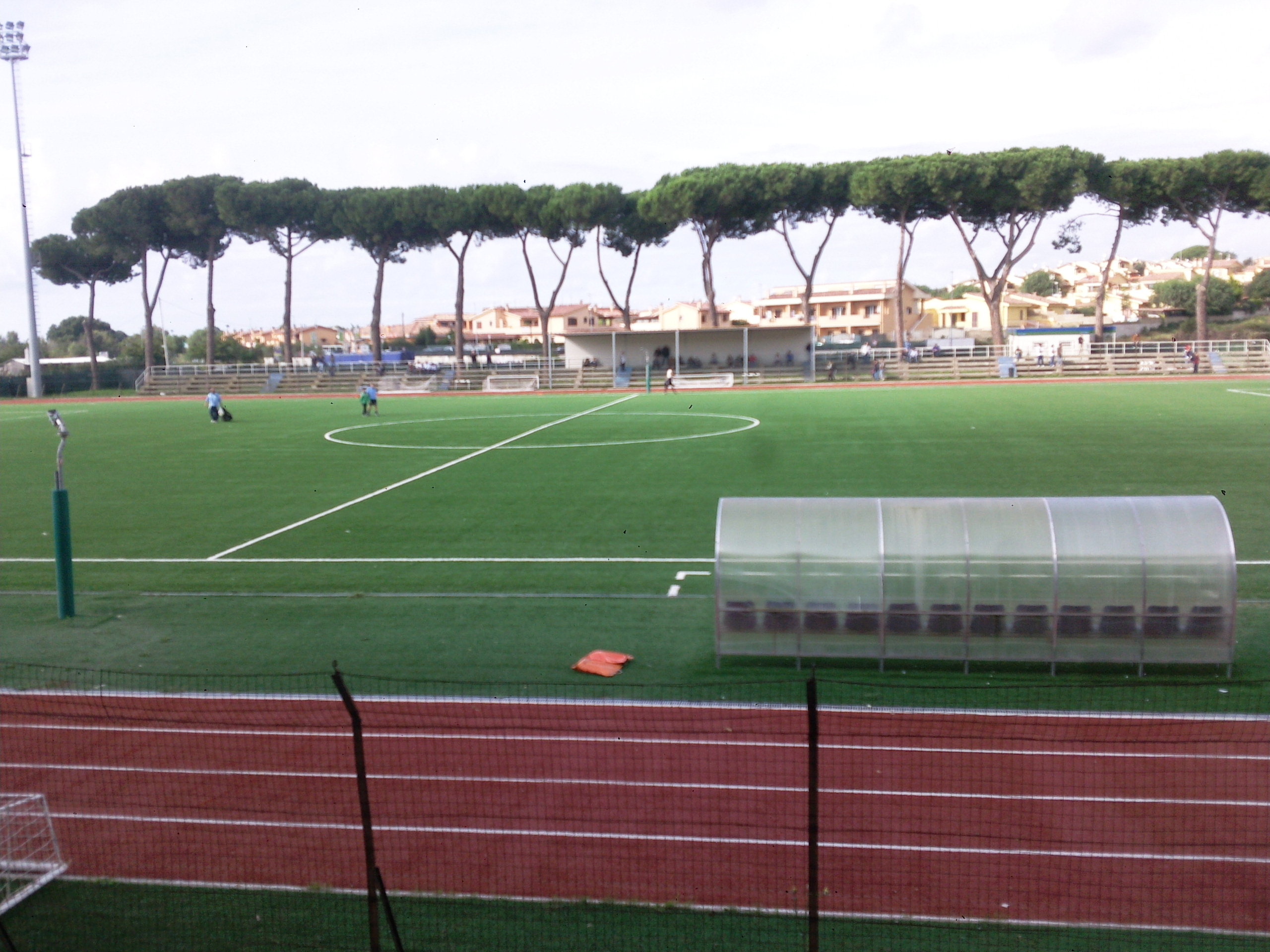
Stadio Enrico Galli

## Palmarès

### Competizioni nazionali
- Campionato Interregionale: 1

1990-1991 (girone H)

### Competizioni regionali
- Promozione: 2

2012-2013 (girone A), 2019-2020 (girone A)
- Prima Categoria: 3

1999-2000 (girone C), 2004-2005 (girone E), 2008-2009 (girone C)